# Perjasica
Perjasica – wieś w Chorwacji, w żupanii karlowackiej, w gminie Barilović. W 2011 roku liczyła 17 mieszkańców.